# Фицхелауров, Александр Петрович
Алекса́ндр Петро́вич Фицхелау́ров (20 июня 1878, Новочеркасск — 28 марта 1928, Париж, Франция) — русский военачальник, генерал-лейтенант, один из руководителей Белого движения на Дону.

## Биография
Казак станицы Новочеркасской Черкасского округа Донской области. Сын полковника Донского казачьего войска Петра Васильевича Фицхелаурова (1835—1911) и Клавдии Петровны Турчаниновой.
Окончил Донской кадетский корпус (1897) и Николаевское кавалерийское училище (1899), откуда выпущен был хорунжим в лейб-гвардии Атаманский полк. 26 апреля 1903 года зачислен в комплект Донских казачьих полков с переименованием в сотники, а 15 апреля 1904 года произведен в подъесаулы.
С началом русско-японской войны, 20 мая 1904 года переведён в 6-й Сибирский казачий полк. За боевые отличия был награждён четырьмя орденами и произведен в есаулы (производство утверждено Высочайшим приказом от 8 ноября 1906). 12 марта 1906 года переведён обратно в Донское казачье войско с зачислением в комплект Донских казачьих полков. На 1 января 1909 года — есаул 6-й Донской казачьей отдельной сотни, на 1 января 1910 года — командир 5-й Донской казачьей отдельной сотни.
С началом Первой мировой войны был переведён в 20-й Донской казачий полк. Произведён в войсковые старшины 6 мая 1915 года «за отличия в делах против неприятеля», в полковники — 20 апреля 1916 года «за отличия в делах против неприятеля». 20 марта 1917 года назначен командиром 53-го Донского казачьего полка, а 12 июля того же года — командиром 36-го Донского казачьего полка.
В Гражданскую войну участвовал в Белом движении на Юге России. В апреле 1918 года командовал казачьим партизанским отрядом, затем — в Донской армии. Был командиром Новочеркасского пешего полка. Произведён в генерал-майоры 29 апреля 1918 года. С 9 мая 1918 года был начальником Северного отряда Южной группы (Царицынского отряда). 11 мая взял город Александро-Грушевский, после чего очистил от красных угольный район и двинулся на север и восток для соединения с разрозненными отрядами повстанцев. Этот эпизод описан в романе М. Шолохова «Тихий Дон». 28 мая атаковал станицу Морозовскую и в четырёхдневных боях при содействии отряда Мамонтова разбил вдвое превосходящие части Щаденко. В пятидневном сражении разгромил войска Миронова, вторгнувшись в Саратовскую область. С 9 июля 1918 года назначен командующим войсками Усть-Медведицкого района. 9 августа взял Богучар, затем Калач, Павловск и Кантемировку и подошёл к Царицыну. С 25 сентября был командиром 12-го Донского казачьего полка.
8 декабря 1918 года назначен командующим войсками и генерал-губернатором вновь сформированного Старобельского района Западного фронта, а 2 января 1919 года — командующим Чертковского района Западного фронта. 25 января 1919 года назначен командующим 5-м Донским армейским корпусом, сформированным из войск Чертковского района, а 12 мая того же года — начальником 5-й Донской дивизии, в которую был переформирован армейский корпус. Затем был командиром 9-й пластунской бригады. 24 марта 1920 года назначен командиром 8-го Донского пешего полка. Эвакуировался из Новороссийска в Крым. В Русской армии 1 мая 1920 года назначен командиром 2-й бригады 3-й Донской казачьей дивизии, а 10 мая произведён в генерал-лейтенанты. Награждён орденом Св. Николая Чудотворца
За то, что в ночных боях 25—30 августа 1920 года у дер. Скелевата, хут. Очеретоватый, Сладкая Балка, лично управляя ударной конной группой 3-й Донской дивизии из 18-го Донского казачьего и Зюнгарского Калмыцкого полков, нанес полное поражение частям 40-й и 42-й пех. дивизий красных, захватив более 3.000 пленных, пулеметы и 4 орудия.

В бою у гор. Орехова 5 сентября и кол. Трудолюбовки 6 сентября, во главе тех частей разбил превосходные силы 9-й кавалерийской и авангард 23-й пех. дивизий красных, пытавшихся восстановить критическое положение 13-й красной армии, чем в значительной мере способствовал полной ликвидации частей этой армии у гор. Александровска и занятию последнего нашими войсками. В последнем бою, находясь в передовых частях, был тяжело ранен, но продолжал управление бригадой до потери способности держаться на ногах.
После эвакуации Крыма был командиром 3-й бригады 2-й Донской казачьей дивизии и начальником лагеря на Кабакдже (1920—1921). Состоял ответственным редактором газеты «Донской маяк». В эмиграции в Болгарии, затем во Франции. Состоял в Донском офицерском резерве. Умер в 1928 году в Париже от туберкулёза. Погребён на кладбище Иври, позднее перезахоронен на Сент-Женевьев-де-Буа.

## Награды
- Орден Святой Анны 4-й ст. с надписью «за храбрость» (ВП 10.03.1905)
- Орден Святой Анны 3-й ст. с мечами и бантом (ВП 21.04.1905)
- Орден Святого Станислава 3-й ст. с мечами и бантом (ВП 19.12.1905)
- Орден Святого Станислава 2-й ст. с мечами (ВП 3.06.1906)
- Орден Святой Анны 2-й ст. (ВП 6.05.1911)
- Орден Святого Владимира 4-й ст. с мечами и бантом (ВП 26.02.1915)
- мечи к ордену Св. Анны 2-й ст. (ВП 6.06.1915)
- Орден Святого Владимира 3-й ст. с мечами (ПАФ 20.05.1917)
- Орден Святого Станислава 1-й ст. с мечами (Приказ Всевеликому войску Донскому № 185, 5 июня 1918)
- Орден Святителя Николая Чудотворца (Приказ Главнокомандующего № 93, 14 марта 1921)